# Lucretias våldtäkt

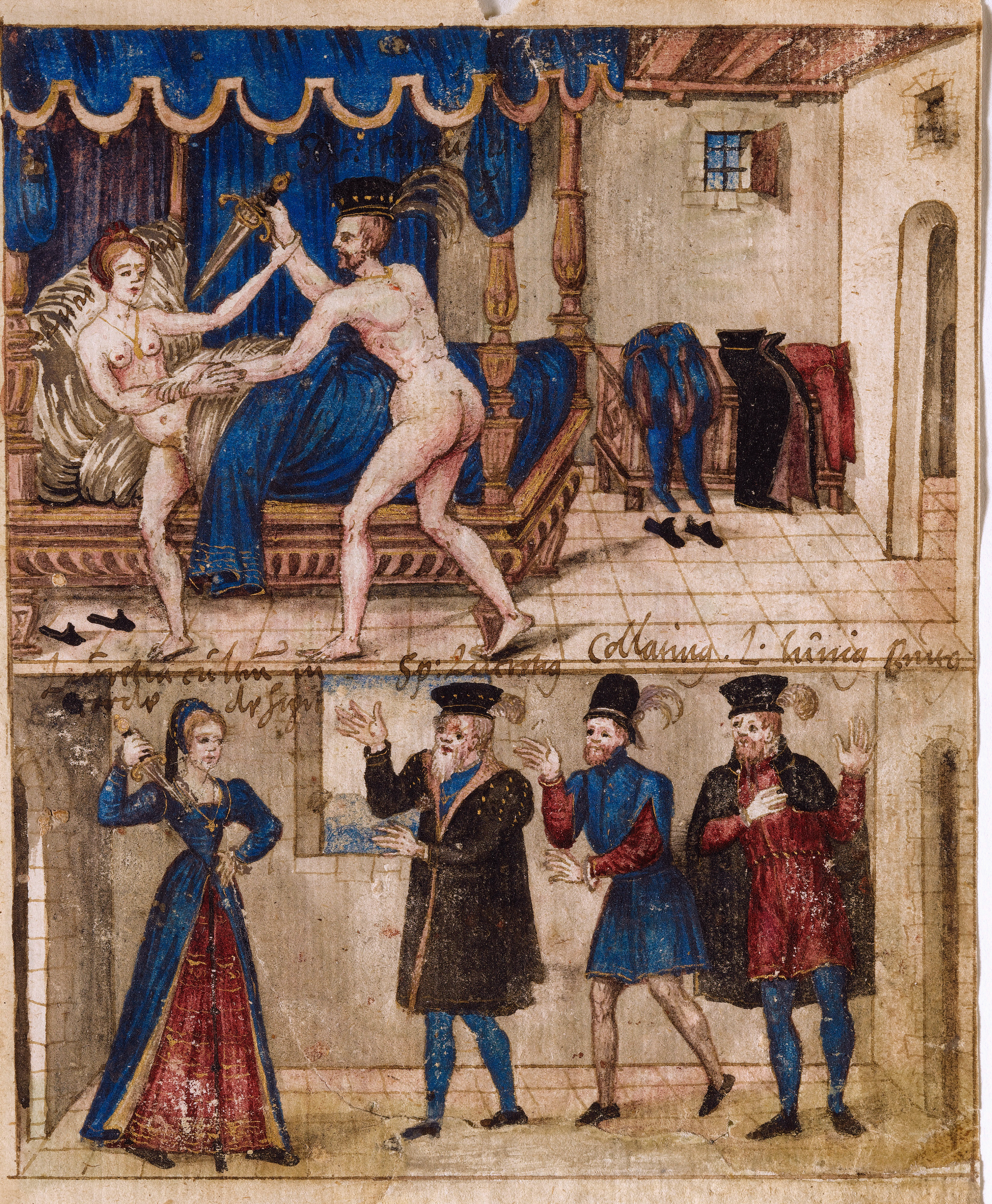
Lucretias våldtäkt. Illustration från 1561. Den nedre bilden framställer Lucretias självmord.

Lucretias våldtäkt (The Rape of Lucrece) är en episk, rimmad dikt av William Shakespeare från 1594.
Dikten inleds med en dedikation till Henry Wriothesley, 3:e earl av Southampton, Shakespeares mecenat, och återger berättelsen om hur Sextus Tarquinius, son till Lucius Tarquinius Superbus, våldtar Lucretia. Den senaste översättningen till svenska är från 2007 och gjordes av Martin Tegen; den första, under titeln Lucretia, gjordes av Adolf Lindgren 1876. Shakespeares dikt bygger på en berättelse av Titus Livius.